# Arkadiusz Głowacki
Arkadiusz Rafał Głowacki (* 13. März 1979 in Posen, Polen) ist ein ehemaliger polnischer Fußballspieler.

## Karriere

### Verein
Der 1,86 Meter große Innenverteidiger begann seine Karriere bei SKS 13 Posen. 1995 wechselte der Linksfüßer ablösefrei zu Lech Posen. Dort spielte er zwischen 1995 und 2000, bevor Wisła Krakau ihn verpflichtete. Wisła blieb er zehn Jahre lang treu, bis er zur Saison 2010/2011 zu Trabzonspor in die Türkei wechselte. Bereits nach zwei Spielzeiten kehrte er im Sommer 2012 zu Wisła Krakau zurück.
Seine größten Erfolge sind die Gewinne der polnischen Meisterschaft mit Wisła Krakau 2001, 2003, 2004, 2005, 2008 und 2009.

### Nationalmannschaft
Mit Polen nahm er an der WM 2002 in Japan und Südkorea teil. In bislang 21 Länderspielen für die polnische Nationalmannschaft erzielte er kein Tor.

## Erfolge
- Türkischer Supercupsieger (2010)
- Polnischer Meister (2001, 2003, 2004, 2005, 2008 und 2009)
- Polnischer Pokalsieger (2002 und 2003)
- Polnischer Ligapokalsieger (2001)
- WM-Teilnahme (2002)